# 210-мм пушка образца 1939 года (Бр-17)
210-мм пушка образца 1939 года (Заводской индекс — Бр-17, индекс ГАУ — 52-П-643) — советская пушка особой мощности.
Главный конструктор — И. И. Иванов. Имеет одинаковый с Бр-18 лафет.

## История создания
Проблемы с орудиями большой и особой мощности отечественного производства вынудили руководство страны обратиться к испытанному пути — использованию зарубежного опыта. Поскольку чехословацкая фирма «Шкода» имела богатейший опыт по созданию артиллерии данного класса ещё со времён Первой Мировой войны и вследствие налаживания дружеских отношений между государствами, в 1938 году с фирмой был заключён договор на поставку опытных образцов и технической документации для двух мощных артсистем — 210-мм пушки и 305-мм гаубицы, получивших в производстве индексы Бр-17 и Бр-18. Эти пушки образовали дуплекс артсистем особой мощности. Производство осуществлял завод № 221 в Сталинграде. В 1940 году там выпустили три 210-мм пушки и три 305-мм гаубицы, в июле 1941 года сдали ещё шесть 210-мм пушек.
На 1 января 1941 года на балансе ГАУ КА состояло 3 пушки. Однако к началу войны только одна пушка числилась в МВО. Боеприпасов к орудиям в серийном производстве не находилось.
Ввиду крайне низкой мобильности и нестабильности на фронте, пушки стали использоваться по своему прямому назначению только в 1944 году, тогда же к ним было выпущено 4,2 тыс. снарядов.
В апреле 1944 года в МВО были сформированы 7-я, 8-я, 16-я и 19-я отдельные артиллерийские батареи ОМ по две 210-мм пушки в каждой.
В декабре 1944 был введён штат пушечного полка особой мощности, состоявший из четырёх батарей по два орудия. На своём вооружении пушечный полк особой мощности имел шесть 152-мм пушек Бр-2 и две 210-мм пушки Бр-17.
В декабре 1944 — январе 1945 года были сформированы 4 таких полка — 1-й, 2-й, 18-й гв. и 20-й пап ОМ. 7-я батарея вошла в состав 2-го полка, 8-я — 20-го, 16-я — 18-го, 19-я — 1-го.
Из них только три полка приняли участие в боевых действиях, в составе 1-го (1-й пап) и 3-го (2-й и 20-й пап) Белорусских фронтов. 18-й гвардейский полк формировался с января 1945 года в Лужском учебном артиллерийском лагере.
Так, в ходе Берлинской операции 1-й пап ОМ, входивший в состав 1-го Белорусского фронта, израсходовал две сотни 210-мм снарядов, что составляло 2,5 боекомплекта. Из них половина снарядов (100) были израсходованы в первый день, то есть при артподготовке.
Кроме того 20-й полк в составе 5-й армии 1-го Дальневосточного фронта принял участие в разгроме Квантунской армии Японии в августе — сентябре 1945 года.

## Характеристики и свойства боеприпасов
| Номенклатура боеприпасов для пушки Бр-17 |            |                 |            |                         |                        |
| Тип                                      | Индекс ГАУ | Вес снаряда, кг | Вес ВВ, кг | Начальная скорость, м/с | Дальность табличная, м |
| Осколочно-фугасные снаряды               |            |                 |            |                         |                        |
| Фугасный                                 | 53-Ф-643   | 133             | ?          | 800                     | 28 650                 |

## Где можно увидеть
Бр-17 экспонируется:
- в Музее артиллерии и инженерных войск в Санкт-Петербурге.
- в Центральном музее вооружённых сил в Москве
- в войсковой части 86278, г. Пермь, Пермский край.
- в Музейном комплексе УГМК, г. Верхняя Пышма, Свердловская область.

Бр-17 в Центральном музее вооружённых сил в Москве:

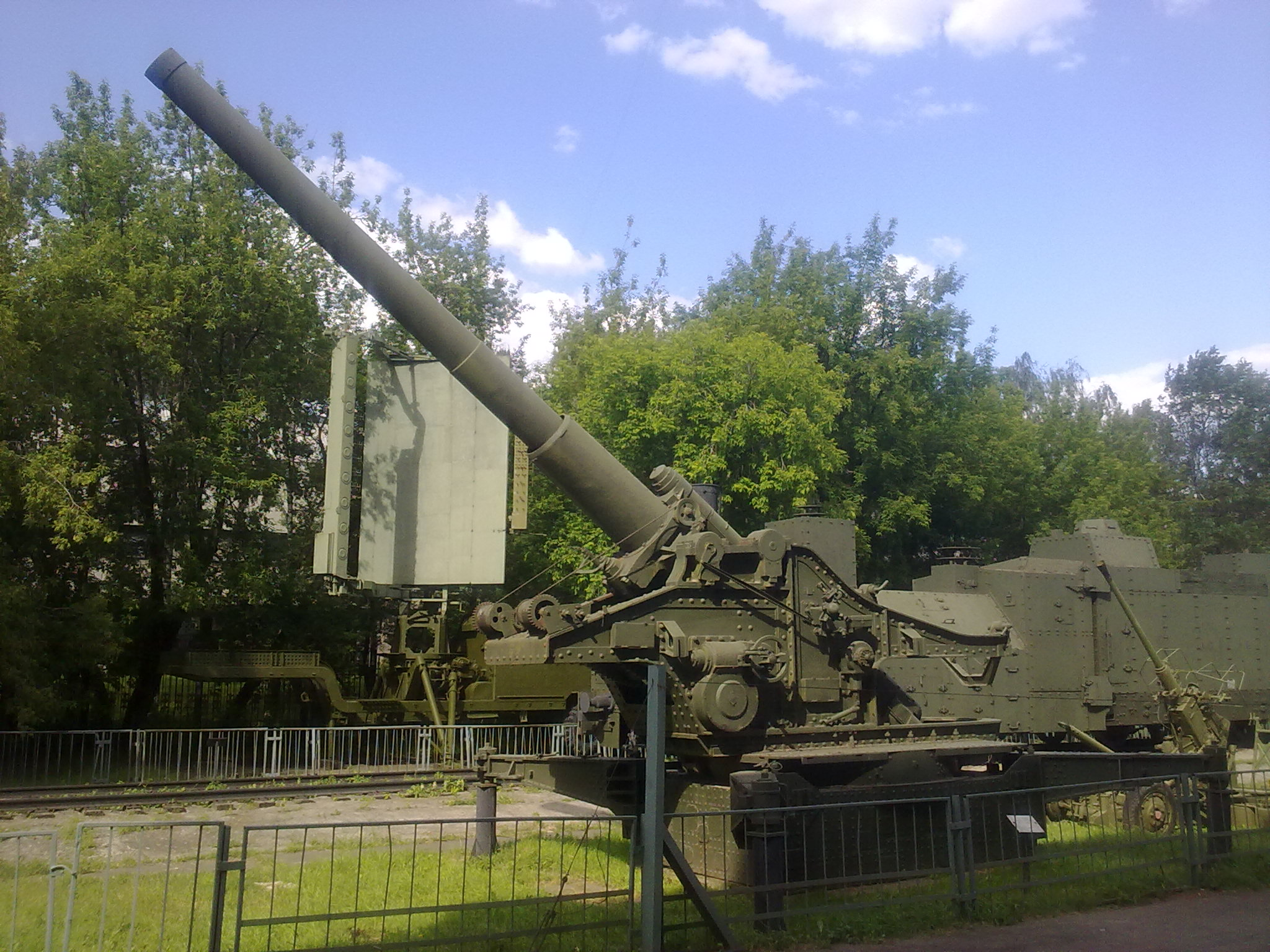
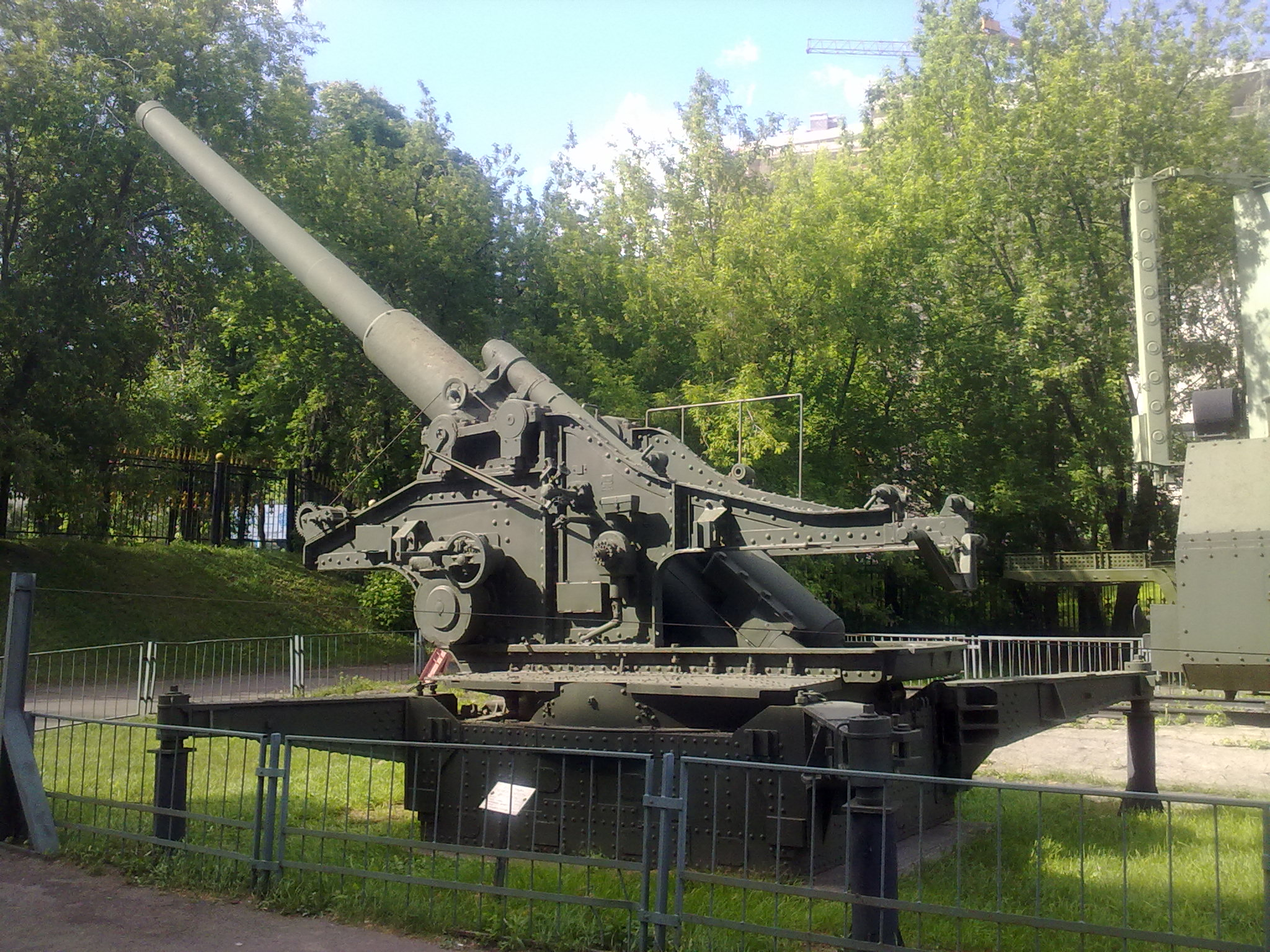

Бр-17 можно увидеть в кино, Моонзунд (фильм) в сценах боя на мысе Церель, где эти орудия изображены в качестве 305-мм береговых орудий пр-ва Обуховского завода (12"/52 пушка Обуховского завода)